# Toxorhina (Ceratocheilus) kokodae
Toxorhina (Ceratocheilus) kokodae is een tweevleugelige uit de familie steltmuggen (Limoniidae). De soort komt voor in het Australaziatisch gebied.